# ナータン・セーデルブロム
ナータン・セーデルブロム（Nathan Söderblom、1866年1月15日 - 1931年7月12日）は、スウェーデン国教会の聖職者でウプサラの大監督 (en) である。1930年にノーベル平和賞を受賞した。ルーテル教会の聖人暦では7月12日である。
セーデルブロムはイェヴレボリ県の農家で生まれた。父は聖職者としてキリスト教を深く信仰していたが、個人的な幸福を強く願っていた。セーデルブロムは1883年にウプサラ大学に入学したが、やりたいことが見つからなかったため、父を継ぐことにした。アメリカ合衆国から帰国すると、1893年に聖職者に任じられた。
1892年から1893年にかけて、ウプサラ大学生徒会の初代副会長と会長を務めた。
1912年、セーデルブロムはライプツィヒ大学の宗教学の教授となった。しかし1914年には大監督に任じられて、職を辞した。1921年にスウェーデン・アカデミーの終身会員となった。
セーデルブロムは1920年代に起こったキリスト教徒の「生活と仕事」運動を指導し、エキュメニズム運動の元祖とみなされるようになった。

## 主な著書
- Gudstrons uppkomst, 1914.

　（ドイツ語訳）Das Werden des Gottesglaubens, Untersuchungen über die Anfänge der Religion, 1916-1926.
　（日本語訳）ゼェデルブローム『神信仰の生成　宗教の発端に関する研究』三枝義夫訳、1942